# Гоуст
Саймон «Гоуст» Райли (англ. Simon «Ghost» Riley) — вымышленный персонаж сюжетной линии Modern Warfare серии Call of Duty. Впервые он появляется в 2009 году в Call of Duty: Modern Warfare 2. Обновлённая версия Гоуста была упомянута в перезапуске серии 2019 года Call of Duty: Modern Warfare и в сопутствующей ей Call of Duty: Warzone, где он стал игровым персонажем. Полноценный дебют состоялся в Call of Duty: Modern Warfare II 2022 года.
Райли всегда носит маску с изображением черепа. В оригинальной Modern Warfare 2 Гоуст надевает тёмные очки. Предыстория персонажа раскрывается в комиксах Modern Warfare 2: Ghost. Гоуст в детстве пережил домашнее насилие со стороны своего отца. Он борется с психологическими проблемами.
Райли появляется в Call of Duty: Mobile и сетевом режиме Call of Duty: Infinite Warfare, Call of Duty: Ghosts. Гоуст часто упоминается как один из самых популярных персонажей франшизы Call of Duty.

## Появления

### Call of Duty: Modern Warfare 2
Райли впервые появляется в пятой миссии Modern Warfare 2. Его отправляют на миссию в Рио-де-Жанейро, чтобы захватить Алехандро Рохаса, поставщика террориста Владимира Макарова. Используя информацию, полученную от Рохаса, группа проводит рейд на нефтяную вышку. Далее она штурмует лагерь, в котором находится заключённый капитан Прайс. Райли взламывает систему безопасности тюрьмы, чтобы помочь команде найти Прайса. Обнаружив два возможных местонахождения Макарова и его людей, Райли и Гари «Роуч» Сандерсон совершили налёт на конспиративную квартиру на грузино-российской границе, найдя важные разведданные об ультранационалистах. При попытке эвакуироваться оба были преданы и убиты генералом Шепардом, после чего он сжёг их тела.

### Modern Warfare 2: Ghost
Modern Warfare 2: Ghost — серия из шести комиксов, посвящённых Гоусту. События разворачиваются до начала Call of Duty: Modern Warfare 2 и вступления Райли в «Оперативную группу 141». Комикс фокусируется на происхождении персонажа.

### Find Makarov: Operation Kingfish
В короткометражном фильме Find Makarov: Operation Kingfish Капитан Прайс и другие члены «Оперативной группы 141», объединившись с Дельтой, собираются провести «Операцию Кингфиш» по поимке террориста Владимира Макарова. Соуп, Капитан Прайс, Гоуст, Роуч и другие оперативники идут по лесу. После того, как Lockheed AC-130 расчищает путь для оперативной группы, команда Соупа продвигается в убежище и убивает всех оставшихся врагов. Роуч устанавливает пробойный заряд в стену, Гоуст первым входит в комнату и убивает солдат внутри. В конце фильма команда эвакуируется, а Прайс попадает в плен.

### Call of Duty: Modern Warfare (2019) и Call of Duty: Modern Warfare II
В финальной сцене Call of Duty: Modern Warfare Райли упомянается как потенциальный новобранец в «Оперативной группу 141» вместе с Джоном «Соупом» Мактавишем и Кайлом «Газом» Гарриком.
В Call of Duty: Modern Warfare II Райли под командованием генерала Шепарда помогает «Оперативной группе 141» в убийстве иранского генерала Горбрани. Затем его направляют на границу с Мексикой, в город Лас-Алмас, где он захватывает майора Гасана Зьяни, которого позже пришлось освободить с целью предотвратить политический скандал. Райли возглавляет рейд на заброшенную нефтяную вышку, чтобы остановить запуск ракеты. Позже их предаёт командир ЧВК «Шэдоу компани» Филипп Грейвс и генерал Шепард. Райли удается бежать вместе с Соупом. Они и сержант-майор Родольфо «Руди» Парра освобождают союзников из тюрьмы. В конце игры Гоуст убивает Гасана, а Соуп не даёт последней ракете долететь до Вашингтона.

## Оценки и популярность
Саймон «Гоуст» Райли считается одним из самых знаковых персонажей франшизы. Назвав Гоуста лучшим героем серии, Хорхе Агилар из Dot Esports описывает его как «одного из лучших солдат в игре», он отмечает, что «его крутая маска, солнцезащитные очки и крутой стиль привлекли внимание фанатов». Смерть Райли в Modern Warfare 2 часто приводится в качестве примера впечатляющего поворота сюжета — предательства Шепарда, которое шокирует и укрепляет его роль в качестве главного антагониста игры. Издание GameRant пишет, что «на протяжении всех миссий [в Call of Duty: Modern Warfare II] Гоуст демонстрирует свой опыт и смертоносный характер, вызывая к нему большое доверие и уважение». Оно также отмечает, что, «хотя мы не видим его лица, ему удаётся показать много эмоций глазами».
Райли стал предметом гомоэротических фанфиков и шиппинга с Соупом. Критики отметили, что его привлекательность и голос привлекли внимание к Modern Warfare II пользователей TikTok, которые, как считается, не входят в обычную целевую аудиторию игры, состоящую из гетеросексуальных мужчин.